# Deziranizacja
Deiranizacja - proces kulturowego uniezależnienia się, emancypacji od wpływów irańskich w Azerbejdżanie zainicjowany przez namiestnika Zakaukazia Michaiła Woroncowa. Proces ten rozpoczął się w latach 70. XIX wieku, początkowo popierany był przez władze rosyjskie, jednak po odejściu Woroncowa władze carskie przestały tolerować te działania i rozpoczęły proces rusyfikacji, prowadzonej zgodnie z koncepcją organicznego wcielenia, łącznie ze zniesieniem w roku 1882 urzędu namiestnika Kaukazu.